# Амиго, Висенте
Висе́нте Ами́го Хиро́ль (исп. Vicente Amigo Girol, род. 25 марта 1967, Гвадальканаль, Испания) — гитарист фламенко, обладатель премии «Грэмми».

## Биография
Родился в муниципалитете Гвадальканаль, вырос в Кордове. С детства увлекался музыкой. В 1988 году начал сольную карьеру. Он стал призёром на нескольких музыкальных фестивалях. В 1991 году выпустил свой дебютный альбом De Mi Corazón al Aire. В 2001 году получил «Грэмми» за свой альбом Ciudad de las ideas в номинации «Лучший альбом фламенко». В своей музыке Висенте не ограничивается классическим фламенко. Но тем не менее, его модерн-фламенко отличается от других представителей нового поколения большим акцентом на испанскую гитару и классическое фламенко. Висенте Амиго был очень молод, когда начал играть с группой Маноло Санлукара, с которым он завершил своё ученичество. Начал карьеру с дуэта с El Pele в течение которого формировалось его глубокое понимание взаимодействия гитары и пения. Висенте Амиго расходится с певцом, чтобы сосредоточится исключительно на концертах, завоевывая своё место среди лучших в своем поколении. За несколько лет Висенте Амиго объездил практически весь мир, играл на самых престижных фестивалях и закрепил за собой имя. Кто-то[кто?] даже писал, что он станет новым Пако де Люсией. Он выиграл несколько наиболее важных гитарных фламенко призов, Ла Юнион (1988), Эстремадура (1988) и Кордова (1989).
В разные годы Амиго работал с Халедом, Мигелем Бозе, Кармен Линарес, Маноло Санлукаром, Вагнером Тисо, Росарио Флорес, Начо Кано, Алехандро Сансом, Стингом, Пако де Люсией, Стэнли Джорданом, Джоном Маклафлином, Алом Ди Меолой, Милтоном Насименту.
Несколько раз выступал в России.

## Дискография
- De mi corazón al aire (1991)
- Vivencias imaginadas (1995)
- Poeta (1997)
- Ciudad de las ideas (2000)
- Vicente Amigo en concierto desde Córdoba. Ciudad de las ideas (2004, DVD)
- Un momento en el sonido (2005)
- Paseo de Gracia (2009)
- Tierra (2013)
- Memoria de los sentidos (2017)
- Andenes del Tiempo (2024)